# Coté Soler
Coté Soler (Vigo, Pontevedra, en 1971) tras cursar los estudios de analista de sistemas en la Facultad de Informática de la Coruña, se trasladó a Madrid para dedicarse al mundo de las artes.
Nombrado por la revista Capital como uno de los líderes culturales del futuro, en la actualidad vive en Madrid donde dirige Entradasymás y, a ratos libres, trabaja como actor, escritor, director y productor.

## Actor

### Largometrajes
| Año  | Película                                  | Director                               |
| ---- | ----------------------------------------- | -------------------------------------- |
| 2013 | Los amantes pasajeros                     | Pedro Almodóvar                        |
| 2011 | Lobos de Arga                             | Juan Martínez Moreno                   |
| 2010 | Una hora más en Canarias                  | David Serrano                          |
| 2008 | Los abrazos rotos                         | Pedro Almodóvar                        |
| 2006 | La caja Kovak                             | Daniel Monzón                          |
| 2004 | El asombroso mundo de Borjamari y Pocholo | Juan Cavestany y Enrique López Lavigne |
| 2003 | Días de fútbol                            | David Serrano                          |
| 2002 | El robo más grande jamás contado          | Daniel Monzón                          |
| 2002 | El otro lado de la cama                   | Emilio Martínez Lázaro                 |
| 2001 | Noche de reyes                            | Miguel Bardem                          |

### Teatro
| Año  | Obra                              | Director            |
| ---- | --------------------------------- | ------------------- |
| 2004 | El otro lado de la cama           | Josep Maria Mestres |
| 2002 | Las bicicletas son para el verano | Luis Olmos          |
| 2001 | El último verano                  | David Llorente      |
| 2000 | El obedecedor                     | Amparo Valle        |
| 1999 | Sin pena ni gloria                | David Llorente      |
| 1999 | Animalario                        | Alberto San Juan    |

### Televisión
| Año  | Serie                            | Cadena     | Personaje      | Episodios   |
| ---- | -------------------------------- | ---------- | -------------- | ----------- |
| 2000 | El Comisario                     | Telecinco  |                | 1 episodio  |
| 2001 | Manos a la obra                  | Antena 3   |                | 1 episodio  |
| 2001 | Periodistas                      | Telecinco  |                | 2 episodios |
| 2005 | Aquí no hay quien viva           | Antena 3   | Luismi         | 1 episodio  |
| 2007 | Génesis, en la mente del asesino | Cuatro     | Mariano        | 1 episodio  |
| 2008 | Impares                          | Antena 3   |                | 1 episodio  |
| 2019 | Vota Juan                        | TNT España | Delegado Junta | 1 episodio  |

## Productor
| Año  | Obra                    | Reparto Principal                                          | Director            |
| ---- | ----------------------- | ---------------------------------------------------------- | ------------------- |
| 2017 | Dos + Dos               | Daniel Guzman, Miren Ibarguren, Maria Castro, Alex Baraona | David Serrano       |
| 2015 | Lluvia Constante        | Roberto Álamo y Sergio P-Mencheta                          | David Serrano       |
| 2014 | Taitantos               | Nuria González                                             | Coté Soler          |
| 2013 | La Venus de las pieles  | Clara Lago y Diego Martín                                  | David Serrano       |
| 2011 | Elling                  | Carmelo Gómez y Javier Gutiérrez                           | Andrés Lima         |
| 2009 | Días de vino y rosas    | Carmelo Gómez y Silvia Abascal                             | Tamzin Townsend     |
| 2007 | Closer                  | Belén Rueda                                                | Mariano Barroso     |
| 2005 | El otro lado de la cama | Coté Soler, Raúl Peña, Lucía Jiménez                       | Josep María Mestres |

## Director
| 2014 | Taitantos           | Teatro       |                                                |
| 2013 | Tight               | Cortometraje |                                                |
| 2012 | Yo sí me entero     | Teatro       |                                                |
| 2009 | El vendedor del año | Cortometraje | Más de 30 premios nacionales e internacionales |
| 2008 | Avalancha           | Cortometraje | Mejor cortometraje en Arrigorriaga             |

## Autor
| Año  | Obra                |              |                                 |  |
| ---- | ------------------- | ------------ | ------------------------------- |  |
| 2013 | Tight               | Cortometraje | Coautor con Alejandro Hernández |  |
| 2012 | Yo si me entero     | Teatro       | Coautor con Alejandro Hernández |  |
| 2012 | El vendedor del año | Teatro       | Coautor con Irma Correa         |  |
| 2006 | Closer              | Teatro       | Coautor con Mariano Barroso     |  |
| 2000 | El último verano    | Teatro       | Coautor con Raquel Pérez        |  |
| 1998 | Sin pena ni gloria  | Teatro       | Coautor con Raquel Pérez        |  |

## Premios
- Director: Más de 30 premios por El vendedor del año. Entre ellos jurado en Montreal, Toulouse, Malta, Túnez... Preselección a los Oscar y Premios Goya (2009)
- Productor: Premio Kapital a Mejor obra de teatro por Días de vino y rosas (2010)
- Director: Mejor Cortometraje en Arrigoriaga por Avalancha (2008)
- Actor: Mejor Actor Facultad Ciencias de la Información por Piel canela
- Autor: Accésit Premio SGAE por El último verano (2000)